# Zygaena loyselis
Zygaena loyselis là một loài bướm đêm trong họ Zygaenidae. Nó được tìm thấy ở dãy núi Atlas (ở Maroc, Algeria, Tunisia).